# Chiesa-oratorio di San Rocco (Morbio Inferiore)
La chiesa-oratorio di San Rocco è un edificio religioso barocco che si trova a Morbio Inferiore. La chiesa ingloba una precedente struttura attestata già nel 1578.

## Storia
La prima citazione della chiesa risale al 1578, ma l'edificio assunse le forme attuali nel 1760, quando fu ricostruito utilizzando il lascito di Carlo Francesco Silva. Nel XX secolo l'edificio fu restaurato due volte (nel 1946 e nel 1985 circa) e la facciata fu decorata con un dipinto che raffigura San Rocco.

## Descrizione

### Esterni

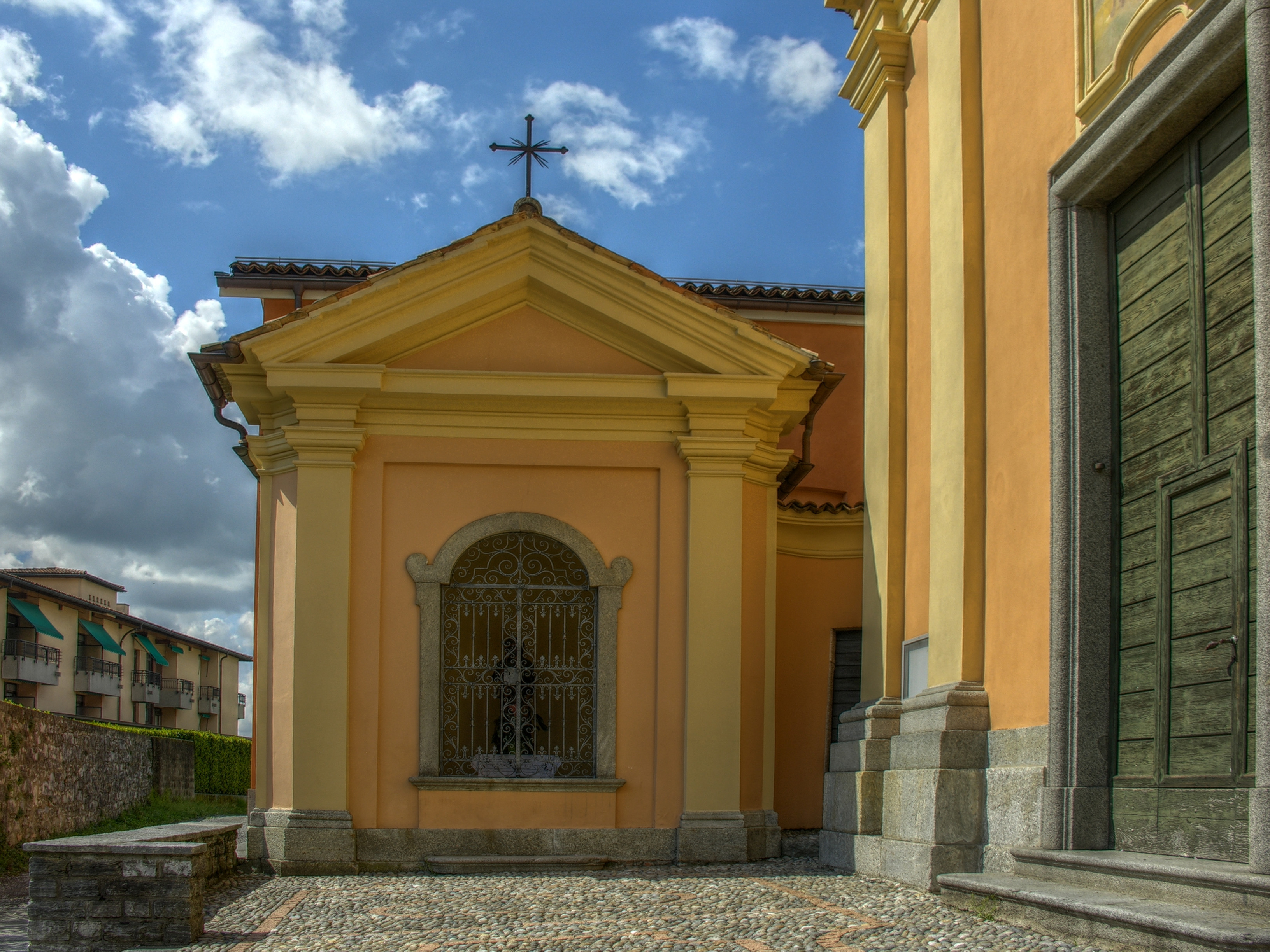
Dettaglio della cappelletta laterale

Dotata di pianta centrale coperta da una cupola e di un coro, l'edificio ha una facciata divisa in due ordini i cui volumi sono arricchiti da lesene binate. Il dipinto con San Rocco si trova sopra la porta d'ingresso. Sul sagrato della chiesa vi è un ossario settecentesco il cui ingresso è protetto da un'inferriata.

### Interni
Nella navata trovano posto alcuni dipinti su tela: la Madonna del Carmelo e le Anime purganti (1766-1768) fu iniziata da Gian Maria Livio e completata da Francesco Gobbi, il Crocifisso adorato da san Francesco d'Assisi e da sant'Antonio da Padova (1767) è di Francesco Antonio Silva e Sant'Ignazio di Loyola adora il Redentore, sulla controfacciata, è d'autore ignoto e databile ai primi anni del Seicento. Completano le decorazioni della navata gli ovali che rappresentano Scene della vita di San Biagio e San Pietro martire e, al di sotto, tre uscì socchiusi dipinti nel 1752 da Innocenzo Ceppi. Di quest'ultimo autore è anche la parete d'altare (1765).
Il presbiterio, dotato di balaustra marmorea e volta affrescata da Francesco Antonio Silva con figure di putti e San Nicola da Tolentino, Santa Gertrude e Gloria di San Rocco, ospita un altare marmoreo a parete, realizzato prima del 1769, con una pala tardosecentesca che rappresenta la Madonna che regge il Cristo morto, coi santi Carlo Borromeo e Rocco e le Anime purganti. Sulle pareti laterali, inoltre, vi è un ciclo di affreschi del XVIII secolo che rappresenta alcuni Episodi della vita di San Rocco. La volta del coro, infine, è a botte.

## Galleria d'immagini

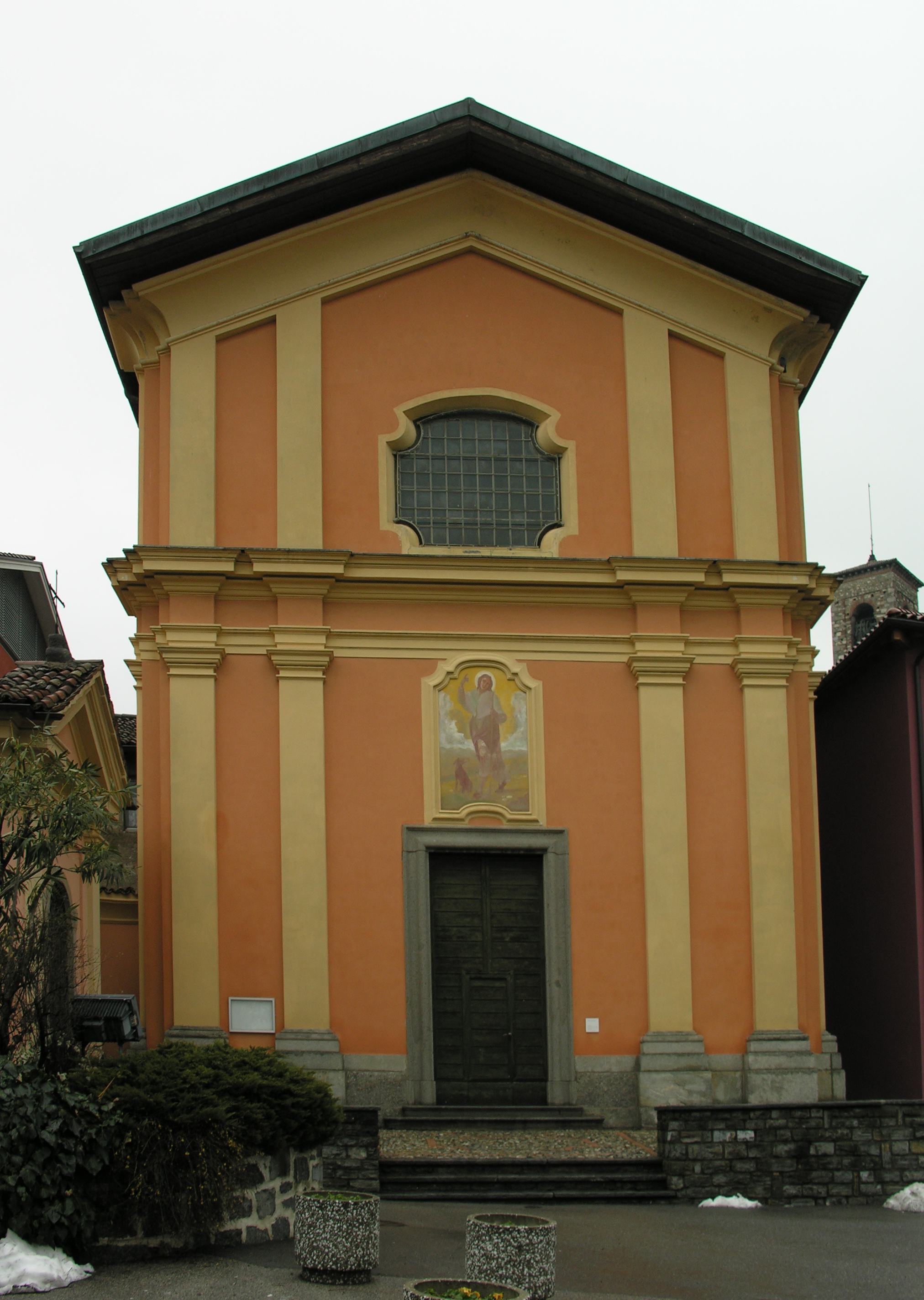
Dettaglio della facciata